# Bandaran (Winongan)
Bandaran is een bestuurslaag in het regentschap Pasuruan van de provincie Oost-Java, Indonesië. Bandaran telt 2544 inwoners (volkstelling 2010).